# タッキング
タッキング（英:Tackingまたはcoming about）とは、帆船にて船首を風上に向けて旋回させ、風が吹いてくる（帆で受ける）方向をこれまでとは逆側の舷に変えるセーリング操縦のこと。日本語では「上手回し（うわてまわし）」とも呼ばれており、この操縦で帆船は向かい風の中でも希望する方向へ進むことができるようになる。帆船は風上へと直接動くことはできないが、風上が希望の進行方向になることもあるため、タッキングは帆船の重要不可欠な操縦である。
ジグザグ型に進む一連のタッキング動作は、ビーティング(Beating) と呼ばれ、希望する方向への帆走を可能にする。この操縦は、1つの船が希望方向に航行するだけでなく、競争相手の進捗を遅らせることにも関係するので、レース中では様々な効果のために使用される。
タッキングの反対、つまり風上に船尾を向けて回す操縦はジャイビング（jibing）もしくはウエアリング（wearing）と呼ばれ、主に横帆の船が行う。（日本語では「下手回し（したてまわし）」とも呼ばれている。）

## 必要性

右舷タックから左舷タックへのタッキング 。風向きが赤。 ① 右舷タックで進行② 進行方向を風上に回して、タッキング操縦の開始, ③ 風に対面、推進力は落ちるが船は惰性で進み、操舵する④ 主帆がピンと張って新たに左舷タックを作る ⑤ 左舷タックで進行。

帆船は風に向かって直接進むことはできないが、しばしばその方向に行く必要に迫られる。 それを成し遂げる動作がタッキングである。もし、右側から風を受けて右舷(starboard) タックで帆走している船がタッキングすると、左側から風を受ける左舷(port)タックになる（右の画像を参照、 赤い矢印は風の方向を示す）。 希望方向が風にほぼ向かっていく時、この操縦は頻繁に使用される。
実際には、従来型の帆船だとに帆は風に対して45°の角度に設定されており、新たなタックが始まる前のタッキング進路はできる限り短くする。ローター船は20-30°と、風向きにもっと近いタックが可能である。
逆の操縦、すなわち風上に船尾を回すことは、ジャイビング（横帆の船ではウエアリングとも）と呼ばれる。 ジャイブを避けるための（たいていは過酷な条件で）180度を超えるタッキングは、「弱虫ジャイブ（chicken jibe）」と呼ばれることがある。

## 技術の使用法
タッキングは時々ビーティングと混同されるが、タッキングは風上に向かうビーティングの過程であって、一般的には実際の上手回し（風上に向けて船首を旋回すること）を意味する。下の添付図だと、赤色P1のビーティングでは5回のタッキングを、黒色P2では3回タッキングしているのが見て取れる。

状況に応じて、異なる間隔のタッキングを使用できる。これは移動距離の累計には影響しない（とはいえ所要時間には影響しうる）。点A から点Bへの帆走で、経路P1はより多くの旋回を行うが狭い水路には必須である。経路P2は数回の旋回だがより広い水路が必要。経路P3は1回の旋回で済むが、相当に幅広い水路でなくてはならない。

修飾語なしで使う場合、「タッキング」という用語は常に「上手回し（coming about）」と同義語である。しかし、 一部には「風下にタック」という言い方を容認する人もいる。つまり、これは上手回しよりもジャイビングによるタック変化のことを指す。競技者はこの操縦をしばしば使用する、というのも大半の近代的帆船（特にスピンネーカーと様々なステイスルを備えた大きなボート）は、風下を「一直線に」走る時よりも斜めのブロードリーチのほうが実質的に速く航行するからである。風下をジグザグに行くことで得られる割り増し速度は、（ジグザグのために）カバーする必要がある割り増し距離を補う以上のものになる。クルージングボートもまた、うねりが真船尾から来るとき（いわゆる「追い波（following sea）」のとき）しばしば風下にタックするが、これは船殻 の動きがより安定するからである。

## ビーティング
ビーティングとは、風（風上）に向かって進行するために船がジグザグのコースをとる手法のこと。どんな帆船も風上には直接動けない（それが希望する方向だとしても）。ビーティングは、船が間接的に風上へ前進することを可能にしてくれる。
ビーティングしている船は、できるだけ風上に近づくよう航行する。このポジションは「詰め開き（close hauled）」として知られている。一般に、船が航行できる風上に最もぎりぎりの角度は約35-45° である。いくつかの現代のヨットはもっと風上に近くても帆走可能である、一方で古い船、特に横帆の船はそれよりもだいぶ悪い。
従ってタッキングする時、船は風上へ向かうのと共に風を横切る方向にも動いている。風を横切る移動は望ましくなく、例えば船が狭い水路に沿って動いている場合だと、非常に望ましくないものとなる。
そのため、船は定期的にタックを変え、風を横切る移動方向を反転させながら一方で風上への移動を継続していく。タッキングの間隔は、利用可能な横方向の空間に（部分的に）左右される。航行可能域が小さな水路では、数分おきのタッキングが要求されることもあり、開けた大洋ではタッキング間隔が数日におよぶこともある（その間、風が同じような方向から吹き続けているという条件付きだが）。
風上ぎりぎりを帆走できない古い船では、ビーティングで実際の風上への移動距離の数倍という通算距離の帆走が必要となり、ビーティングが高価な（燃料ばかりを消費してしまう）経路になる可能性がある。

## 戦略

### 有利なタックの「リフト」と「ヘッダー」
望む行先の風上にビーティングしていると、しばしば帆走不能ゾーン（no sail zone）が風上（風の目、 the eye of the wind）と真っ直ぐに揃わないことがある。この場合、一方のタックが他方のタックよりも有利となる。どちらかが、もう片方のタックよりもあなたが進みたい方向により近づく。その時に最善の戦略は、有利なタックを可能な限り維持して、不利なタックで帆走しなければならない時間を短縮することである。これが、無駄な労力をより減らしながらのより高速な通過を可能にする。この時、あなたの全体的コースは、上図のような等しいジグザグではなく、もっとノコギリ歯の模様になる。もしもこのタックをしている間に風があなたの恩恵に変わると、「リフト」と呼ばれ、さらに多くの利点をあなたに与えてくれるので、このタックがさらに有利になる。 しかし、風があなたに敵対してしまい進行を衰えさせると、「ヘッダー」と呼ばれ、この時は逆のタックがより有利な進行になってしまう。   

### 最善のコース
状況は常にいくらか変化しているので、船員は、右舷左舷どちらのタックが実際に最も有利であるかを評価し続ける必要がある。そこでこれらの概念を念頭に、目的地がまさしく風上にある時の最も効率的な戦略としては「ヘッダーにおいてはタッキングせよ（Tack on a header）」という古いレースの格言がある。これは事実で、もしも風が変化する前に両方のタックが正確に等しいのなら、いずれの方も有利とは言えないためである。その後、一方のタックのヘッダーは自動的にもう一方のリフトになるため、反対のタックがまさしく有利なものになる。そこで操縦士は最も効率的な通過のためにタッキングを行って、コースを変更するべきである。 

## タッキング対決
レース目的で配置された帆走コースは、いつも1本の直線区間（leg）が直接の風上になっている。ここは最高のセーリング技術がレースの醍醐味をしばしば作ってくれる場所である。帆の調節と最も効率的なボート動作の維持こそが最大限に重要となる。これらの環境において、タッキング対決がしばしば展開される。
乱れのない風上に向かう帆船は、他の帆船に比べ空気力学的に有利となる。この利点を維持するために、先行する帆船はしばしば後続帆船を「ブランケット（blanket、他の船や障害物の陰となり、風が遮られている場所のこと）」へと操縦して、自分の風下で作られている乱気流の中に相手を閉じ込めようとする。これには不断の予測と、多くの異なる力学的要因とのバランスを取ることも必要となる。対して、後続の帆船は追い越しを試みるか、さもなくば先行する帆船によって作られた悪いエアブランケットを逃れて、速度や惰性を勢いをあまり失うことなく澄んだ（乱気流のない）空気に向かうことである。
タッキング対決が展開されるのは、たいてい2艘以上の帆船が非常に接近した水域内で過度のコース変更（タッキング）を複数実行する時である。これにはしばしば、安全な右側通航規則（right-of-way-rule）のねじ曲げまたは違反も含まれ、対決する帆船間での危険かつ険悪な状況を意図的に作り出す。各船長は先行リードを獲得し、澄んだ空気の優位性と得ようとする。ただし、それぞれのタッキングにおいてある程度の速度や時間は常に失われるため、時々これが反生産的（逆効果）になることもある。